# Mistrzostwa Cypru kategorii A w piłce siatkowej mężczyzn (2021/2022)
Mistrzostwa Cypru kategorii A w piłce siatkowej mężczyzn 2021/2022 (oficjalna nazwa ze względów sponsorskich: Protatlima OPAP A΄ katigorias andron 2021/2022) – 72. sezon rozgrywek o mistrzostwo Cypru w piłce siatkowej (45. sezon zorganizowany przez Cypryjski Związek Piłki Siatkowej). Zainaugurowany został 22 października 2021 roku i trwał do 1 kwietnia 2022 roku.
W mistrzostwach Cypru kategorii A uczestniczyło 8 drużyn. Do rozgrywek nie dołączyła żadna drużyna z kategorii B, stąd pomimo spadku zgodę na grę w najwyższej klasie rozgrywkowej otrzymał klub AE Karawa Lambusa.
Rozgrywki składały się z fazy zasadniczej oraz fazy play-off.
Po raz szósty mistrzem Cypru została Omonia Nikozja. Drugie miejsce zajął Green Air Pafiakos Pafos, natomiast trzecie – Anorthosis Famagusta. Do kategorii B spadł klub AE Karawa Lambusa.
W sezonie 2021/2022 w Pucharze Challenge Cypr reprezentowała Omonia Nikozja.

## System rozgrywek
Mistrzostwa Cypru kategorii A w sezonie 2021/2022 składały się z fazy zasadniczej oraz fazy play-off.

### Faza zasadnicza
W fazie zasadniczej uczestniczyło 8 drużyn. Rozegrały one ze sobą po dwa spotkania systemem kołowym (każdy z każdym – mecz u siebie i rewanż na wyjeździe). Miejsce zajęte w fazie zasadniczej decydowało o rozstawieniu w fazie play-off.

### Faza play-off
Faza play-off składała się z trzech rund. W I rundzie odbyły się ćwierćfinały, w II rundzie – półfinały o miejsca 1-4 oraz o miejsca 5-8, natomiast w III rundzie – finały oraz mecze o 3. miejsce, 5. miejsce oraz 7. miejsce.
I runda
Ćwierćfinały

W ćwierćfinałach drużyny na podstawie miejsc zajętych w fazie zasadniczej utworzyły pary według poniższego klucza:
- para 1: 1 – 8;
- para 2: 2 – 7;
- para 3: 3 – 6;
- para 4: 4 – 5.

Rywalizacja w parach toczyła się do trzech zwycięstw, z tym że wliczane były mecze rozegrane w fazie zasadniczej między drużynami w danej parze.
Jeżeli w ramach pary stan rywalizacji po fazie zasadniczej wynosił 1-1, wówczas gospodarzem trzeciego i piątego spotkania był zespół, który zajął wyższe miejsce w fazie zasadniczej, natomiast czwartego meczu – zespół, który zajął niższe miejsce w fazie zasadniczej.
Jeżeli w ramach pary stan rywalizacji po fazie zasadniczej wynosił 2-0, wówczas gospodarzem trzeciego spotkania był zespół, który miał gorszy bilans meczów w parze, natomiast czwartego i piątego meczu – ten, który miał lepszy bilans w parze.
II runda
Półfinały

W półfinałach drużyny utworzyły pary na podstawie poniższego klucza:
1. para 1: zwycięzca w parze 1 ćwierćfinału – zwycięzca w parze 4 ćwierćfinału;
2. para 2: zwycięzca w parze 2 ćwierćfinału – zwycięzca w parze 3 ćwierćfinału.

Rywalizacja w parach toczyła się do trzech zwycięstw na tych samych zasadach co w ćwierćfinałach.
Półfinały o miejsca 5-8

W półfinałach o miejsca 5-8 drużyny utworzyły pary na podstawie poniższego klucza:
1. para 1: przegrany w parze 1 ćwierćfinału – przegrany w parze 4 ćwierćfinału;
2. para 2: przegrany w parze 2 ćwierćfinału – przegrany w parze 3 ćwierćfinału.

Rywalizacja w parach toczyła się do trzech zwycięstw na tych samych zasadach co w ćwierćfinałach.
III runda
Finały

W finałach uczestniczyli zwycięzcy w parach półfinałowych. Rywalizacja toczyła się do czterech zwycięstw, z tym że wliczane były mecze między tymi drużynami rozegrane w fazie zasadniczej.
Jeżeli stan rywalizacji po fazie zasadniczej wynosił 1-1, wówczas gospodarzem trzeciego, piątego i siódmego spotkania był zespół, który zajął wyższe miejsce w fazie zasadniczej, natomiast czwartego i szóstego meczu – zespół, który zajął niższe miejsce w fazie zasadniczej.
Jeżeli stan rywalizacji po fazie zasadniczej wynosił 2-0, wówczas gospodarzem trzeciego i szóstego spotkania był zespół, który miał gorszy bilans meczów w parze, natomiast czwartego, piątego i siódmego meczu – ten, który miał lepszy bilans w parze.
Mecz o 3. miejsce
W rywalizacji o 3. miejsce uczestniczyły drużyny, które przegrały w swoich parach półfinałowych. O brązowych medalach decydował jeden mecz. Jego gospodarzem była drużyna, która w fazie zasadniczej zajęła wyższe miejsce.
Mecz o 5. miejsce
W rywalizacji o 5. miejsce uczestniczyły drużyny, które wygrały w swoich parach półfinałowych o miejsca 5-8. O tym, który zespół zajął 5. miejsce, decydował jeden mecz. Jego gospodarzem była drużyna, która w fazie zasadniczej zajęła wyższe miejsce.
Mecze o 7. miejsce
W rywalizacji o 7. miejsce uczestniczyły drużyny, które przegrały w swoich parach półfinałowych o miejsca 5-8. Rywalizacja toczyła się do czterech zwycięstw na tych samych zasadach co w finałach.
Drużyna, która zajęła 8. miejsce, spadła do niższej ligi (kategorii B).

## Drużyny uczestniczące
| | Mistrzostwa Cypru kategorii A 2021/2022 |   |    |
| --- | --------------------------------------- | - | -- |
| OMO | Omonia Nikozja                          | 1 | Ch |
| PAF | Green Air Pafiakos Pafos                | 2 |    |
| ANO | Anorthosis Famagusta                    | 3 |    |
| ANG | Anagennisi Derinia                      | 4 |    |
| ENP | Enosis Neon Paralimni                   | 5 |    |
| APOEL | APOEL                                   | 6 |    |
| NSF | Nea Salamina Famagusta                  | 7 |    |
| AEK | AE Karawa Lambusa                       | 9 |    |
| Oznaczenia: - kolumna pierwsza – skróty nazw drużyn wpisane na mapie (jeśli ta została zamieszczona), - kolumna trzecia – miejsce zajęte przez daną drużynę w poprzednim sezonie. |                                         |   |    |

## Faza zasadnicza

### Tabela wyników
| Gospodarz \ Gość1        | OMO | PAF | ANO | ANG | ENP | APOEL | NSF | AEK |
| ------------------------ | --- | --- | --- | --- | --- | ----- | --- | --- |
| Omonia Nikozja           | -   | 1:3 | 3:1 | 3:1 | 3:0 | 3:1   | 3:2 | 3:1 |
| Green Air Pafiakos Pafos | 0:3 | -   | 3:1 | 1:3 | 3:0 | 3:0   | 3:1 | 3:0 |
| Anorthosis Famagusta     | 1:3 | 3:0 | -   | 3:1 | 3:1 | 3:0   | 3:2 | 3:0 |
| Anagennisi Derinia       | 2:3 | 1:3 | 3:0 | -   | 3:0 | 1:3   | 0:3 | 3:0 |
| Enosis Neon Paralimni    | 1:3 | 2:3 | 0:3 | 2:3 | -   | 3:1   | 3:2 | 3:0 |
| APOEL                    | 0:3 | 0:3 | 0:3 | 1:3 | 3:1 | -     | 0:3 | 3:0 |
| Nea Salamina Famagusta   | 3:0 | 1:3 | 3:2 | 3:0 | 3:0 | 3:0   | -   | 3:0 |
| AE Karawa Lambusa        | 0:3 | 0:3 | 0:3 | 0:3 | 1:3 | 2:3   | 0:3 | -   |

Źródło: ΚΟΠΕ – Data Project (ang.)
1 Drużyna gospodarzy jest wymieniona po lewej stronie tabeli.
Kolory:
  zwycięstwo gospodarzy 3:0 lub 3:1
  zwycięstwo gospodarzy 3:2
  zwycięstwo gości 3:0 lub 3:1
  zwycięstwo gości 3:2

### Tabela
| Lp. | Drużyna                  | Pkt | Mecze | Mecze | Mecze | Rodzaj wyniku | Rodzaj wyniku | Rodzaj wyniku | Rodzaj wyniku | Rodzaj wyniku | Rodzaj wyniku | Sety | Sety | Sety | Małe punkty | Małe punkty | Małe punkty |
| Lp. | Drużyna                  | Pkt | M     | W     | P     | 3:0           | 3:1           | 3:2           | 2:3           | 1:3           | 0:3           | wyg. | prz. | +/–  | zdob.       | str.        | +/–         |
| --- | ------------------------ | --- | ----- | ----- | ----- | ------------- | ------------- | ------------- | ------------- | ------------- | ------------- | ---- | ---- | ---- | ----------- | ----------- | ----------- |
| 1   | Omonia Nikozja           | 34  | 14    | 12    | 2     | 4             | 6             | 2             | 0             | 1             | 1             | 37   | 16   | +21  | 1272        | 1103        | +169        |
| 2   | Green Air Pafiakos Pafos | 32  | 14    | 11    | 3     | 5             | 5             | 1             | 0             | 1             | 2             | 34   | 16   | +18  | 1164        | 1080        | +84         |
| 3   | Nea Salamina Famagusta   | 29  | 14    | 9     | 5     | 8             | 0             | 1             | 3             | 2             | 0             | 35   | 17   | +18  | 1217        | 1072        | +145        |
| 4   | Anorthosis Famagusta     | 27  | 14    | 9     | 5     | 6             | 2             | 1             | 1             | 3             | 1             | 32   | 19   | +13  | 1191        | 1114        | +77         |
| 5   | Anagennisi Derinia       | 21  | 14    | 7     | 7     | 4             | 2             | 1             | 1             | 4             | 2             | 27   | 25   | +2   | 1152        | 1155        | −3          |
| 6   | Enosis Neon Paralimni    | 13  | 14    | 4     | 10    | 1             | 2             | 1             | 2             | 3             | 5             | 19   | 34   | −15  | 1113        | 1212        | −99         |
| 7   | APOEL                    | 11  | 14    | 4     | 10    | 1             | 2             | 1             | 0             | 3             | 7             | 15   | 34   | −19  | 1047        | 1155        | −108        |
| 8   | AE Karawa Lambusa        | 1   | 14    | 0     | 14    | 0             | 0             | 0             | 1             | 2             | 11            | 4    | 42   | −38  | 876         | 1141        | −265        |

Źródło: ΚΟΠΕ (gr.) / ΚΟΠΕ – Data Project (ang.)
Punktacja: 3:0 i 3:1 – 3 pkt; 3:2 – 2 pkt; 2:3 – 1 pkt; 1:3 i 0:3 – 0 pkt
Zasady ustalania kolejności: 1. liczba zdobytych punktów; 2. liczba wygranych meczów; 3. lepsza różnica między setami wygranymi a przegranymi; 4. wyższy stosunek setów wygranych do przegranych; 5. lepsza różnica między małymi punktami zdobytymi a straconymi; 6. wyższy stosunek małych punktów zdobytych do straconych

## Faza play-off

### Drabinka
|  |              |                          |              |                          |              |              |              |   |                          |                |                      |                      |                      |                      |                        |                        |                        |                        |                        |                        |                        |                   |                   |        |        |        |        |
|  | Ćwierćfinały | Ćwierćfinały             | Ćwierćfinały | Ćwierćfinały             | Ćwierćfinały | Ćwierćfinały | Ćwierćfinały |   |                          | Półfinały      | Półfinały            | Półfinały            | Półfinały            | Półfinały            | Półfinały              | Półfinały              |                        |                        | Finały                 | Finały                 | Finały                 | Finały            | Finały            | Finały | Finały | Finały | Finały |
|  | Ćwierćfinały | Ćwierćfinały             | Ćwierćfinały | Ćwierćfinały             | Ćwierćfinały | Ćwierćfinały | Ćwierćfinały |   |                          | Półfinały      | Półfinały            | Półfinały            | Półfinały            | Półfinały            | Półfinały              | Półfinały              |                        |                        | Finały                 | Finały                 | Finały                 | Finały            | Finały            | Finały | Finały | Finały | Finały |
|  |              |                          |              |                          |              |              |              |   |                          |                |                      |                      |                      |                      |                        |                        |                        |                        |                        |                        |                        |                   |                   |        |        |        |        |
|  |              |                          |              |                          |              |              |              |   |                          |                |                      |                      |                      |                      |                        |                        |                        |                        |                        |                        |                        |                   |                   |        |        |        |        |
|  | 1            | Omonia Nikozja           | (3)          | (3)                      | 3            |              |              |   |                          |                |                      |                      |                      |                      |                        |                        |                        |                        |                        |                        |                        |                   |                   |        |        |        |        |
|  | 1            | Omonia Nikozja           | (3)          | (3)                      | 3            |              |              |   |                          |                |                      |                      |                      |                      |                        |                        |                        |                        |                        |                        |                        |                   |                   |        |        |        |        |
|  | 8            | AE Karawa Lambusa        | (1)          | (0)                      | 0            |              |              |   |                          |                |                      |                      |                      |                      |                        |                        |                        |                        |                        |                        |                        |                   |                   |        |        |        |        |
|  | 8            | AE Karawa Lambusa        | (1)          | (0)                      | 0            |              |              | 1 | Omonia Nikozja           | (3)            | (3)                  | 2                    | 3                    |                      |                        |                        |                        |                        |                        |                        |                        |                   |                   |        |        |        |        |
|  |              |                          |              |                          |              |              |              | 1 | Omonia Nikozja           | (3)            | (3)                  | 2                    | 3                    |                      |                        |                        |                        |                        |                        |                        |                        |                   |                   |        |        |        |        |
|  |              |                          | 4            | Anorthosis Famagusta     | (1)          | (1)          | 3            | 1 |                          |                |                      |                      |                      |                      |                        |                        |                        |                        |                        |                        |                        |                   |                   |        |        |        |        |
|  | 4            | Anorthosis Famagusta     | 4            | Anorthosis Famagusta     | (1)          | (1)          | 3            | 1 | (3)                      | (0)            | 3                    | 3                    |                      |                      |                        |                        |                        |                        |                        |                        |                        |                   |                   |        |        |        |        |
|  | 4            | Anorthosis Famagusta     |              |                          |              |              |              |   |                          |                |                      | 3                    |                      |                      |                        |                        |                        |                        |                        |                        |                        |                   |                   |        |        |        |        |
|  | 5            | Anagennisi Derinia       | (1)          | (3)                      | 0            | 0            |              |   |                          |                |                      |                      |                      |                      |                        |                        |                        |                        |                        |                        |                        |                   |                   |        |        |        |        |
|  | 5            | Anagennisi Derinia       | (1)          | (3)                      | 0            | 0            |              |   | 1                        | Omonia Nikozja | (3)                  | (1)                  | 3                    | 3                    | 3                      |                        |                        |                        |                        |                        |                        |                   |                   |        |        |        |        |
|  |              |                          |              |                          |              |              |              |   |                          |                |                      |                      |                      |                      |                        |                        |                        |                        |                        |                        |                        |                   |                   |        |        |        |        |
|  |              |                          | 2            | Green Air Pafiakos Pafos | (0)          | (3)          | 0            | 2 | 0                        |                |                      |                      |                      |                      |                        |                        |                        |                        |                        |                        |                        |                   |                   |        |        |        |        |
|  | 2            | Green Air Pafiakos Pafos | 2            | Green Air Pafiakos Pafos | (0)          | (3)          | 0            | 2 | 0                        | (3)            | (3)                  | 3                    |                      |                      |                        |                        |                        |                        |                        |                        |                        |                   |                   |        |        |        |        |
|  | 2            | Green Air Pafiakos Pafos |              |                          |              |              |              |   |                          |                |                      | 3                    |                      |                      |                        |                        |                        |                        |                        |                        |                        |                   |                   |        |        |        |        |
|  | 7            | APOEL Nikozja            | (0)          | (0)                      | 1            |              |              |   |                          |                |                      |                      |                      |                      |                        |                        |                        |                        |                        |                        |                        |                   |                   |        |        |        |        |
|  | 7            | APOEL Nikozja            | (0)          | (0)                      | 1            |              |              | 2 | Green Air Pafiakos Pafos | (3)            | (3)                  | 2                    | 3                    |                      | Mecz o 3. miejsce      | Mecz o 3. miejsce      | Mecz o 3. miejsce      | Mecz o 3. miejsce      | Mecz o 3. miejsce      | Mecz o 3. miejsce      | Mecz o 3. miejsce      | Mecz o 3. miejsce | Mecz o 3. miejsce |        |        |        |        |
|  |              |                          |              |                          |              |              |              | 2 | Green Air Pafiakos Pafos | (3)            | (3)                  | 2                    | 3                    |                      | Mecz o 3. miejsce      | Mecz o 3. miejsce      | Mecz o 3. miejsce      | Mecz o 3. miejsce      | Mecz o 3. miejsce      | Mecz o 3. miejsce      | Mecz o 3. miejsce      | Mecz o 3. miejsce | Mecz o 3. miejsce |        |        |        |        |
|  |              |                          | 3            | Nea Salamina Famagusta   | (1)          | (1)          | 3            | 0 |                          |                |                      |                      |                      |                      |                        |                        |                        |                        |                        |                        |                        |                   |                   |        |        |        |        |
|  | 3            | Nea Salamina Famagusta   | 3            | Nea Salamina Famagusta   | (1)          | (1)          | 3            | 0 | (3)                      | (2)            | 3                    | 2                    | 3                    |                      |                        |                        |                        |                        |                        |                        |                        |                   |                   |        |        |        |        |
|  | 3            | Nea Salamina Famagusta   |              |                          |              |              |              |   |                          |                |                      | 2                    | 3                    | 3                    | Nea Salamina Famagusta | Nea Salamina Famagusta | Nea Salamina Famagusta | Nea Salamina Famagusta | Nea Salamina Famagusta | Nea Salamina Famagusta | Nea Salamina Famagusta | 0                 |                   |        |        |        |        |
|  | 6            | Enosis Neon Paralimni    | (0)          | (3)                      | 0            | 3            | 0            |   |                          |                |                      |                      |                      | 3                    | Nea Salamina Famagusta | Nea Salamina Famagusta | Nea Salamina Famagusta | Nea Salamina Famagusta | Nea Salamina Famagusta | Nea Salamina Famagusta | Nea Salamina Famagusta | 0                 |                   |        |        |        |        |
|  | 6            | Enosis Neon Paralimni    | (0)          | (3)                      | 0            | 3            | 0            |   |                          | 4              | Anorthosis Famagusta | Anorthosis Famagusta | Anorthosis Famagusta | Anorthosis Famagusta | Anorthosis Famagusta   | Anorthosis Famagusta   | Anorthosis Famagusta   | 3                      |                        |                        |                        |                   |                   |        |        |        |        |
|  |              |                          |              |                          |              |              |              |   |                          | 4              | Anorthosis Famagusta | Anorthosis Famagusta | Anorthosis Famagusta | Anorthosis Famagusta | Anorthosis Famagusta   | Anorthosis Famagusta   | Anorthosis Famagusta   | 3                      |                        |                        |                        |                   |                   |        |        |        |        |

|  |                     |                       |                     |                     |                     |                     |                     |               |                    |                    |                    |                    |                    |                    |                    |                    |                    |                    |
|  | Mecze o miejsca 5-8 | Mecze o miejsca 5-8   | Mecze o miejsca 5-8 | Mecze o miejsca 5-8 | Mecze o miejsca 5-8 | Mecze o miejsca 5-8 | Mecze o miejsca 5-8 |               |                    | Mecze o 5. miejsce | Mecze o 5. miejsce | Mecze o 5. miejsce | Mecze o 5. miejsce | Mecze o 5. miejsce | Mecze o 5. miejsce | Mecze o 5. miejsce | Mecze o 5. miejsce | Mecze o 5. miejsce |
|  | Mecze o miejsca 5-8 | Mecze o miejsca 5-8   | Mecze o miejsca 5-8 | Mecze o miejsca 5-8 | Mecze o miejsca 5-8 | Mecze o miejsca 5-8 | Mecze o miejsca 5-8 |               |                    | Mecze o 5. miejsce | Mecze o 5. miejsce | Mecze o 5. miejsce | Mecze o 5. miejsce | Mecze o 5. miejsce | Mecze o 5. miejsce | Mecze o 5. miejsce | Mecze o 5. miejsce | Mecze o 5. miejsce |
|  |                     |                       |                     |                     |                     |                     |                     |               |                    |                    |                    |                    |                    |                    |                    |                    |                    |                    |
|  |                     |                       |                     |                     |                     |                     |                     |               |                    |                    |                    |                    |                    |                    |                    |                    |                    |                    |
|  | 5                   | Anagennisi Derinia    | (3)                 | (3)                 | 3                   |                     |                     |               |                    |                    |                    |                    |                    |                    |                    |                    |                    |                    |
|  | 5                   | Anagennisi Derinia    | (3)                 | (3)                 | 3                   |                     |                     |               |                    |                    |                    |                    |                    |                    |                    |                    |                    |                    |
|  | 8                   | AE Karawa Lambusa     | (0)                 | (0)                 | 0                   |                     |                     |               |                    |                    |                    |                    |                    |                    |                    |                    |                    |                    |
|  | 8                   | AE Karawa Lambusa     | (0)                 | (0)                 | 0                   |                     |                     | 5             | Anagennisi Derinia | Anagennisi Derinia | Anagennisi Derinia | Anagennisi Derinia | Anagennisi Derinia | Anagennisi Derinia | Anagennisi Derinia | 3                  |                    |                    |
|  |                     |                       |                     |                     |                     |                     |                     | 5             | Anagennisi Derinia | Anagennisi Derinia | Anagennisi Derinia | Anagennisi Derinia | Anagennisi Derinia | Anagennisi Derinia | Anagennisi Derinia | 3                  |                    |                    |
|  |                     |                       | 7                   | APOEL Nikozja       | APOEL Nikozja       | APOEL Nikozja       | APOEL Nikozja       | APOEL Nikozja | APOEL Nikozja      | APOEL Nikozja      | 2                  |                    |                    |                    |                    |                    |                    |                    |
|  | 6                   | Enosis Neon Paralimni | 7                   | APOEL Nikozja       | APOEL Nikozja       | APOEL Nikozja       | APOEL Nikozja       | APOEL Nikozja | APOEL Nikozja      | APOEL Nikozja      | 2                  | (1)                | (3)                | 2                  | 2                  |                    |                    |                    |
|  | 6                   | Enosis Neon Paralimni |                     |                     |                     |                     |                     |               |                    |                    |                    |                    |                    | 2                  | 2                  |                    |                    |                    |
|  | 7                   | APOEL Nikozja         | (3)                 | (1)                 | 3                   | 3                   |                     |               |                    |                    |                    |                    |                    |                    |                    |                    |                    |                    |
|  | 7                   | APOEL Nikozja         | (3)                 | (1)                 | 3                   | 3                   | Mecze o 7. miejsce  |               |                    |                    |                    |                    |                    |                    |                    |                    |                    |                    |
|  |                     |                       |                     |                     |                     |                     |                     |               |                    |                    |                    |                    |                    |                    |                    |                    |                    |                    |
|  |                     |                       |                     |                     |                     |                     |                     |               |                    |                    |                    |                    |                    |                    |                    |                    |                    |                    |
|  |                     |                       |                     |                     |                     |                     |                     |               |                    |                    |                    |                    |                    |                    |                    |                    |                    |                    |
|  | 6                   | Enosis Neon Paralimni | (3)                 | (3)                 | 3                   | 3                   |                     |               |                    |                    |                    |                    |                    |                    |                    |                    |                    |                    |
|  | 6                   | Enosis Neon Paralimni | (3)                 | (3)                 | 3                   | 3                   |                     |               |                    |                    |                    |                    |                    |                    |                    |                    |                    |                    |
|  | 8                   | AE Karawa Lambusa     | (0)                 | (1)                 | 0                   | 0                   |                     |               |                    |                    |                    |                    |                    |                    |                    |                    |                    |                    |
|  | 8                   | AE Karawa Lambusa     | (0)                 | (1)                 | 0                   | 0                   |                     |               |                    |                    |                    |                    |                    |                    |                    |                    |                    |                    |

Uwaga: W nawiasach podane zostały wyniki meczów rozegranych w fazie zasadniczej.

### I runda
(do trzech zwycięstw, wliczając mecze z fazy zasadniczej)

#### Ćwierćfinały
| Data                         | Godz.                        | Gospodarz                    | Rezultat                                | Gość                      | Widzów                    |
| ---------------------------- | ---------------------------- | ---------------------------- | --------------------------------------- | ------------------------- | ------------------------- |
| Omonia Nikozja (1)           | Omonia Nikozja (1)           | Omonia Nikozja (1)           | 3 – 0                                   | (8) AE Karawa Lambusa     | (8) AE Karawa Lambusa     |
| 12.11.2021                   | 20:00                        | Omonia Nikozja               | 3:1 (25:14, 25:20, 27:29, 25:15)        | AE Karawa Lambusa         | 70                        |
| 24.01.2022                   | 20:30                        | AE Karawa Lambusa            | 0:3 (13:25, 15:25, 16:25)               | Omonia Nikozja            | 10                        |
| 05.03.2022                   | 18:00                        | AE Karawa Lambusa            | 0:3 (18:25, 12:25, 18:25)               | Omonia Nikozja            | 20                        |
| Anorthosis Famagusta (4)     | Anorthosis Famagusta (4)     | Anorthosis Famagusta (4)     | 3 – 1                                   | (5) Anagennisi Derinia    | (5) Anagennisi Derinia    |
| 05.11.2021                   | 20:00                        | Anorthosis Famagusta         | 3:1 (25:16, 25:23, 22:25, 25:16)        | Anagennisi Derinia        | 100                       |
| 20.12.2021                   | 20:00                        | Anagennisi Derinia           | 3:0 (25:19, 25:21, 25:21)               | Anorthosis Famagusta      | 120                       |
| 04.03.2022                   | 20:00                        | Anorthosis Famagusta         | 3:0 (25:18, 26:24, 25:21)               | Anagennisi Derinia        | 20                        |
| 08.03.2022                   | 20:00                        | Anagennisi Derinia           | 0:3 (22:25, 21:25, 22:25)               | Anorthosis Famagusta      | 80                        |
| Green Air Pafiakos Pafos (2) | Green Air Pafiakos Pafos (2) | Green Air Pafiakos Pafos (2) | 3 – 0                                   | (7) APOEL Nikozja         | (7) APOEL Nikozja         |
| 22.10.2021                   | 20:00                        | APOEL Nikozja                | 0:3 (16:25, 22:25, 19:25)               | Green Air Pafiakos Pafos  | 50                        |
| 10.12.2021                   | 20:00                        | Green Air Pafiakos Pafos     | 3:0 (25:16, 25:20, 25:21)               | APOEL Nikozja             | 65                        |
| 04.03.2022                   | 20:00                        | APOEL Nikozja                | 1:3 (10:25, 31:29, 19:25, 22:25)        | Green Air Pafiakos Pafos  | 20                        |
| Nea Salamina Famagusta (3)   | Nea Salamina Famagusta (3)   | Nea Salamina Famagusta (3)   | 3 – 2                                   | (6) Enosis Neon Paralimni | (6) Enosis Neon Paralimni |
| 12.11.2021                   | 20:30                        | Nea Salamina Famagusta       | 3:0 (25:19, 25:23, 25:22)               | Enosis Neon Paralimni     | 163                       |
| 24.01.2022                   | 20:00                        | Enosis Neon Paralimni        | 3:2 (14:25, 22:25, 25:23, 26:24, 15:8)  | Nea Salamina Famagusta    | 50                        |
| 04.03.2022                   | 20:30                        | Nea Salamina Famagusta       | 3:0 (25:16, 27:25, 25:17)               | Enosis Neon Paralimni     | 60                        |
| 08.03.2022                   | 20:00                        | Enosis Neon Paralimni        | 3:2 (15:25, 28:26, 25:18, 22:25, 15:11) | Nea Salamina Famagusta    | 90                        |
| 11.03.2022                   | 20:30                        | Nea Salamina Famagusta       | 3:0 (25:19, 25:22, 25:17)               | Enosis Neon Paralimni     | 160                       |

### II runda
(do trzech zwycięstw, wliczając mecze z fazy zasadniczej)

#### Półfinały
| Data                         | Godz.                        | Gospodarz                    | Rezultat                                | Gość                       | Widzów                     |
| ---------------------------- | ---------------------------- | ---------------------------- | --------------------------------------- | -------------------------- | -------------------------- |
| Omonia Nikozja (1)           | Omonia Nikozja (1)           | Omonia Nikozja (1)           | 3 – 1                                   | (4) Anorthosis Famagusta   | (4) Anorthosis Famagusta   |
| 22.10.2021                   | 20:00                        | Anorthosis Famagusta         | 1:3 (21:25, 20:25, 25:22, 24:26)        | Omonia Nikozja             | 100                        |
| 13.12.2021                   | 20:00                        | Omonia Nikozja               | 3:1 (25:17, 25:23, 23:25, 25:19)        | Anorthosis Famagusta       | 120                        |
| 14.03.2022                   | 20:00                        | Anorthosis Famagusta         | 3:2 (22:25, 38:36, 22:25, 25:19, 15:13) | Omonia Nikozja             | 80                         |
| 18.03.2022                   | 20:00                        | Omonia Nikozja               | 3:1 (25:19, 36:34, 21:25, 25:21)        | Anorthosis Famagusta       | 95                         |
| Green Air Pafiakos Pafos (2) | Green Air Pafiakos Pafos (2) | Green Air Pafiakos Pafos (2) | 3 – 1                                   | (3) Nea Salamina Famagusta | (3) Nea Salamina Famagusta |
| 26.11.2021                   | 20:30                        | Nea Salamina Famagusta       | 1:3 (23:25, 25:19, 23:25, 24:26)        | Green Air Pafiakos Pafos   | 130                        |
| 21.02.2022                   | 20:00                        | Green Air Pafiakos Pafos     | 3:1 (25:20, 25:22, 16:25, 25:15)        | Nea Salamina Famagusta     | 120                        |
| 14.03.2022                   | 20:30                        | Nea Salamina Famagusta       | 3:2 (25:21, 26:24, 15:25, 20:25, 15:10) | Green Air Pafiakos Pafos   | 116                        |
| 18.03.2022                   | 20:00                        | Green Air Pafiakos Pafos     | 3:0 (25:17, 25:17, 25:22)               | Nea Salamina Famagusta     | 130                        |

#### Mecze o miejsca 5-8
| Data                      | Godz.                     | Gospodarz                 | Rezultat                                | Gość                  | Widzów                |
| ------------------------- | ------------------------- | ------------------------- | --------------------------------------- | --------------------- | --------------------- |
| Anagennisi Derinia (5)    | Anagennisi Derinia (5)    | Anagennisi Derinia (5)    | 3 – 0                                   | (8) AE Karawa Lambusa | (8) AE Karawa Lambusa |
| 29.10.2021                | 20:00                     | Anagennisi Derinia        | 3:0 (25:21, 25:21, 27:25)               | AE Karawa Lambusa     | 50                    |
| 21.01.2022                | 20:30                     | AE Karawa Lambusa         | 0:3 (18:25, 18:25, 21:25)               | Anagennisi Derinia    | 10                    |
| 15.03.2022                | 20:30                     | AE Karawa Lambusa         | 0:3 (21:25, 22:25, 22:25)               | Anagennisi Derinia    | 9                     |
| Enosis Neon Paralimni (6) | Enosis Neon Paralimni (6) | Enosis Neon Paralimni (6) | 1 – 3                                   | (7) APOEL Nikozja     | (7) APOEL Nikozja     |
| 26.11.2021                | 20:00                     | APOEL Nikozja             | 3:1 (24:26, 25:21, 25:23, 25:17)        | Enosis Neon Paralimni | 50                    |
| 04.02.2022                | 20:00                     | Enosis Neon Paralimni     | 3:1 (16:25, 25:21, 27:25, 25:21)        | APOEL Nikozja         | 110                   |
| 14.03.2022                | 20:00                     | Enosis Neon Paralimni     | 2:3 (16:25, 25:21, 25:19, 19:25, 17:19) | APOEL Nikozja         | 70                    |
| 18.03.2022                | 20:00                     | APOEL Nikozja             | 3:2 (27:25, 26:28, 25:27, 25:18, 15:13) | Enosis Neon Paralimni | 40                    |

### III runda

#### Finały
(do czterech zwycięstw, wliczając mecze z fazy zasadniczej)
| Data               | Godz.              | Gospodarz                | Rezultat                                | Gość                         | Widzów                       |
| ------------------ | ------------------ | ------------------------ | --------------------------------------- | ---------------------------- | ---------------------------- |
| Omonia Nikozja (1) | Omonia Nikozja (1) | Omonia Nikozja (1)       | 4 – 1                                   | (2) Green Air Pafiakos Pafos | (2) Green Air Pafiakos Pafos |
| 19.11.2021         | 20:00              | Green Air Pafiakos Pafos | 0:3 (18:25, 22:25, 21:25)               | Omonia Nikozja               | 350                          |
| 14.01.2022         | 20:00              | Omonia Nikozja           | 1:3 (21:25, 25:21, 24:26, 23:25)        | Green Air Pafiakos Pafos     | 85                           |
| 21.03.2022         | 20:00              | Omonia Nikozja           | 3:0 (25:22, 25:23, 27:25)               | Green Air Pafiakos Pafos     | 150                          |
| 24.03.2022         | 20:00              | Green Air Pafiakos Pafos | 2:3 (17:25, 25:22, 16:25, 25:20, 13:15) | Omonia Nikozja               | 450                          |
| 28.03.2022         | 20:00              | Omonia Nikozja           | 3:0 (31:29, 26:24, 25:19)               | Green Air Pafiakos Pafos     | 1200                         |

#### Mecz o 3. miejsce
(jeden mecz)
| Data       | Godz. | Gospodarz              | Rezultat                  | Gość                 | Widzów |
| ---------- | ----- | ---------------------- | ------------------------- | -------------------- | ------ |
| 24.03.2022 | 20:30 | Nea Salamina Famagusta | 0:3 (23:25, 22:25, 24:26) | Anorthosis Famagusta | 120    |

#### Mecz o 5. miejsce
(jeden mecz)
| Data       | Godz. | Gospodarz          | Rezultat                                | Gość          | Widzów |
| ---------- | ----- | ------------------ | --------------------------------------- | ------------- | ------ |
| 01.04.2022 | 20:00 | Anagennisi Derinia | 3:2 (26:24, 12:25, 25:22, 14:25, 20:18) | APOEL Nikozja | 80     |

#### Mecze o 7. miejsce
(do czterech zwycięstw, wliczając mecze z fazy zasadniczej)
| Data                      | Godz.                     | Gospodarz                 | Rezultat                         | Gość                  | Widzów                |
| ------------------------- | ------------------------- | ------------------------- | -------------------------------- | --------------------- | --------------------- |
| Enosis Neon Paralimni (6) | Enosis Neon Paralimni (6) | Enosis Neon Paralimni (6) | 4 – 0                            | (8) AE Karawa Lambusa | (8) AE Karawa Lambusa |
| 22.10.2021                | 20:00                     | Enosis Neon Paralimni     | 3:0 (25:7, 25:19, 25:13)         | AE Karawa Lambusa     | 50                    |
| 10.12.2021                | 20:30                     | AE Karawa Lambusa         | 1:3 (15:25, 25:23, 25:27, 18:25) | Enosis Neon Paralimni | 15                    |
| 22.03.2022                | 20:30                     | AE Karawa Lambusa         | 0:3 (19:25, 22:25, 19:25)        | Enosis Neon Paralimni | 15                    |
| 26.03.2022                | 20:00                     | Enosis Neon Paralimni     | 3:0 (25:14, 29:27, 25:10)        | AE Karawa Lambusa     | 50                    |

## Klasyfikacja końcowa
| Poz. | Drużyna                  |
| ---- | ------------------------ |
| 1.   | Omonia Nikozja           |
| 2.   | Green Air Pafiakos Pafos |
| 3.   | Anorthosis Famagusta     |
| 4.   | Nea Salamina Famagusta   |
| 5.   | Anagennisi Derinia       |
| 6.   | APOEL Nikozja            |
| 7.   | Enosis Neon Paralimni    |
| 8.   | AE Karawa Lambusa        |

     Eliminacje Ligi Mistrzów 2022/2023
     Puchar Challenge 2022/2023
     spadek do kategorii B